# 百万弗の人魚
『百万（萬）弗の人魚』（ひゃくまんドルのにんぎょ、原題：英語: Million Dollar Mermaid）は、1952年に製作・公開されたアメリカ合衆国の映画である。オーストラリア出身の水泳選手で女優としても活躍したアネット・ケラーマンの半生を題材にマーヴィン・ルロイが監督、エスター・ウィリアムズとヴィクター・マチュア、ウォルター・ピジョンらが出演した。

## キャスト

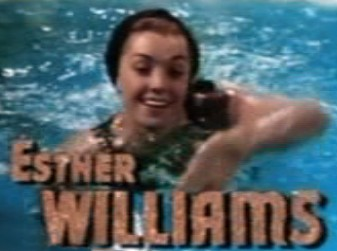
アネット役のエスター・ウィリアムズ

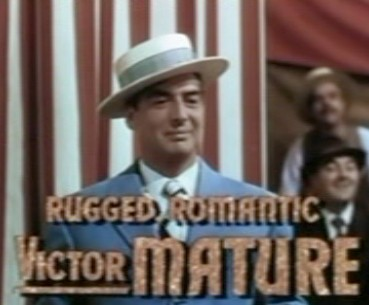
ジェームズ役のヴィクター・マチュア

※括弧内は日本語吹替（初回放送1971年8月23日『月曜ロードショー』）
- アネット：エスター・ウィリアムズ（此島愛子）
- ジェームズ・サリヴァン：ヴィクター・マチュア（納谷悟朗）
- フレデリック（アネットの父）：ウォルター・ピジョン（大木民夫）
- アルフレッド・ハーパー：デヴィッド・ブライアン（寺島幹夫）
- アンナ・パヴロワ：マリア・トールチーフ
- 10歳のアネット：ドナ・コーコラン（杉山佳寿子）

## スタッフ
- 監督：マーヴィン・ルロイ
- 製作：アーサー・ホーンブロウ・ジュニア
- 脚本：エヴェレット・フリーマン
- 撮影：ジョージ・J・フォルシー
- 音楽監督：アドルフ・ドイチュ
- 振付：バスビー・バークレー
- 編集：ジョン・マクスウィーニー

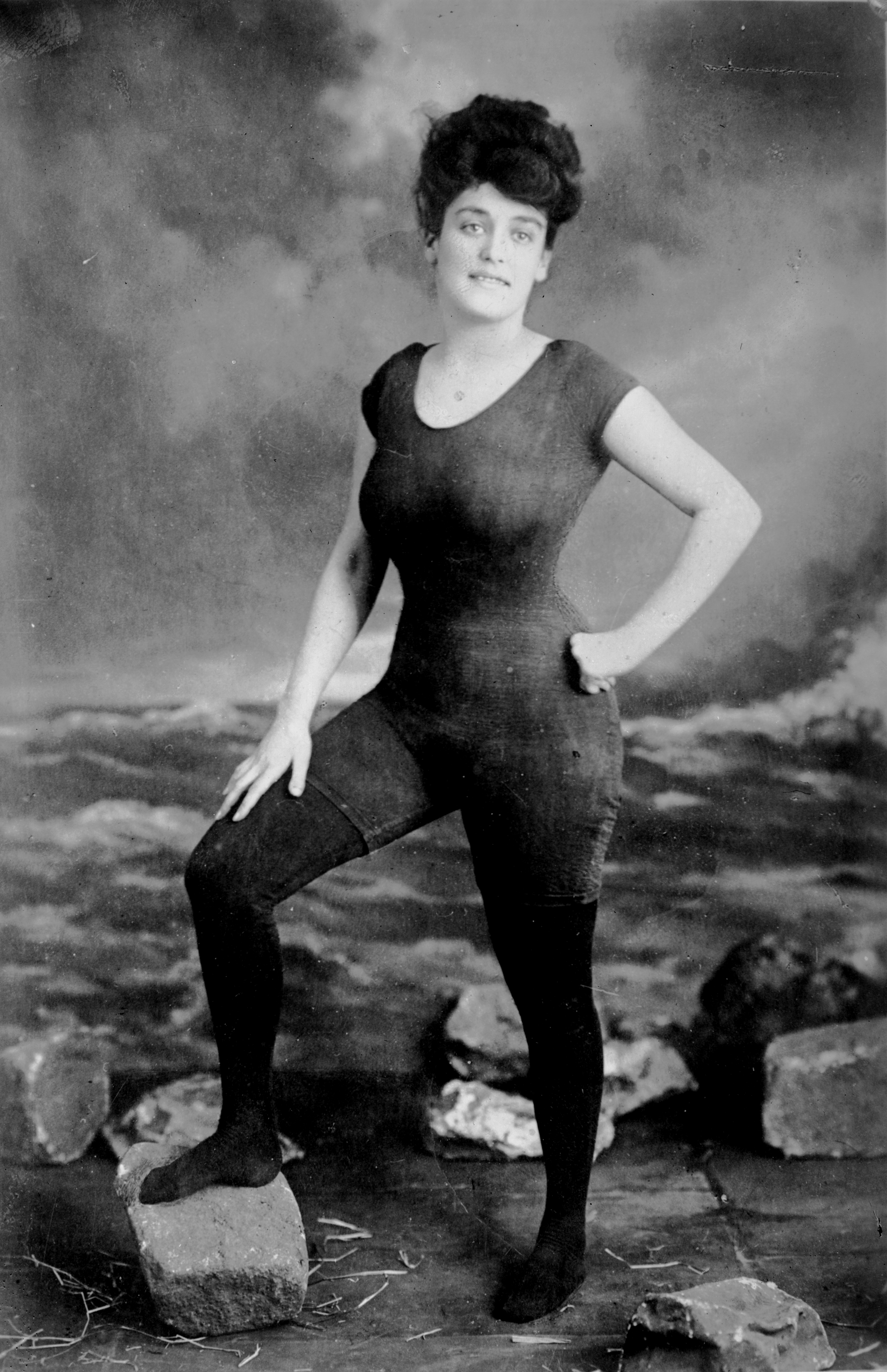
本作のモデルとなったアネット・ケラーマン

- 美術監督：セドリック・ギボンズ、ジャック・マーティン・スミス
- 装置：エドウィン・B・ウィリス
- 衣裳：ウォルター・プランケット、ヘレン・ローズ

## アカデミー賞候補
- 撮影賞（カラー）：ジョージ・J・フォルシー